# Општина Илиени (Ковасна)
Илиени (рум. Ilieni) општина је у Румунији у округу Ковасна.
Oпштина се налази на надморској висини од 517 m.